# A csíksomlyói kegytemplom orgonája
A csíksomlyói kegytemplom orgonája Erdély egyik legkorszerűbb és legszebb hangú orgonája. Hárommanuálos, pedálos, 41 regiszteres, elektromos traktúrájú hangszer. A hangversenyorgona sugár alakú pedálzattal készült Temesváron, a Wegenstein Lipót és Fiai Orgonagyárban. Hangszín- és regiszterpalettája úgy van összeállítva, hogy az egyetemes orgonairodalom alkotásait korhűen és stílusosan interpretálni lehessen rajta.

## Története
A csíksomlyói kegytemplom első orgonáját Eperjesi János készítette 1659-ben, amelyet P. Kájoni János megvásárolt és felépített. 1661. október 21-én Csík teljes feldúlásakor a tatárok a csíksomlyói templomot is felgyújtották, földig felégették. Kájoni tanúsága szerint „akkor ez az orgona is mind elégett volt.” Az elégett orgonát ugyancsak P. Kájoni János kijavította és kibővítette 1664-ben, így lett Kájoniból orgonaépítő.
A Kájoni-féle orgonát 1859-ben cserélték ki a Kolonics István készítette orgonára. A csíksomlyói ferences rendház egyik  neves személyisége a  későbbiekben a rendtartomány főnöke, P. Simon Jukundián, 1858-1859-ben Kolonics István kézdivásárhelyi orgonaépítővel a régi orgonát 24 változatúra dolgoztatta át. A kántorképzés, a gyakorlati ismeretek elsajátítása évtizedeken át a Kolonics orgonájával történt. Az első világháború utánra azonban eljárt fölötte az idő, és 1930-ban Takács Gábor házfőnököt egy új rendszerű orgona beállítása foglalkoztatta. A Simon Jukundián által készíttetett orgona 1931. június 8-án Úrnapján az Ezer Székely Leányok részére tartott vecsernyén búgott fel utoljára a nagy egyházi zeneszerzőnek „Hozzád fohászkodunk áldott Védasszonyunk” kezdetű énekével. Másnap már megkezdték a régi orgona bontását.
A jelenlegi orgonát Geyer József budapesti zeneművészeti főiskolai tanár tervezte és kiviteleztette a temesvári Wegenstein Lipót és Fiai Orgonagyárral 1931-ben, felhasználva a Kolonics-féle orgona szekrényét és sípanyagának egy részét, a játszóasztalt pedig Németországból hozatták. 
Az új orgona felszentelésének idejét augusztus 15-re tűzték ki, de csak szeptember 8-án végezhették el nagy ünnepségek keretében. Domokos Pál Péter erre a napra zenés misével készült. Az ünnepi szentmisén Zsizsmann Rezső marosvásárhelyi orgonaművész hangversenyt adott. Schmithauer Lajos budapesti orgonaművész szintén Csíksomlyóra érkezett és ő kísérte a misét, aki ugyancsak egészen véletlenül a Hozzád fohászkodunk... kezdetű énekkel szólaltatta meg az új orgonát. Az orgonaszentelést P. Imets Károly tartományfőnök végezte. Csíkszeredából és egész Csíkból nagyon sokan gyűltek össze arra a napra.
Többszöri javítás és felújítás után ennek az orgonának a hangja szólal meg ma is a kegytemplomban.

## Leírása
A csíksomlyói kegytemplom  orgonája egyesíti magában úgy a francia, mint a német iskola művészi vívmányait. Az  orgona építése alkalmával meghagyták a régi szekrényt, ugyanakkor egy kisebb szekrényt is építettek, azokban helyezték el a 2500 sípot. Az orgona összes regiszterei feminin és masculin osztályra vannak osztva. A pedálregiszterek kettőzöttek: basszus - diszkant. Az orgonát közben Hemiann Binder és Walter Kindl javították, diszpozíciójában kisebb változtatásokat eszközöltek. Az 1990-es generáljavítás óta 2824 síppal és 41 szólóváltozattal rendelkezik.

## Kájoni, az orgonaépítő
Kájoni János orgonaismeretéről tesz bizonyságot, 1659. évi új és nagy orgona felszerelésével kapcsolatosan: „Az el alkuvásban, meg vételében és kihozásában jelen eszköz voltam és sokat fáradtam.”
Megfigyelte és mindvégig követte az új orgona felszerelését, minden percen jelen volt annak felállításakor. Elvégzett munkálatait Kájoni János 1664-ben egy  kikészített deszkalapon, melyet az orgonába tett, a következőképpen örökítette meg:

„Anno 1659 die 13 Aug. Ezt az Orgonát a Boldogságos Szúz Mária Templomanak ékességére á Csiki Kalastromban és a Felseges I t nnek tisztessegere, vette örök emlekezetre melto Tisztelendő Pr.  MiklosSomlyai Guards ejustem Conventus et Pr. Casimirus Damokos Custos Provinciális Patres et Fundatores basesque Custodiae S. Stephani Regis in Transylvania Istenben elnyugutt Tekéntetes és Nagos Haller Istvanne ide hagyot, Alamisnajabol, ezer ötven magyar forinton Eperjesi Orgona  csináló Jánostól, mellyet Brassóban a Prasmari Szászok szamara csinált volt, de meg dragaltatvan
belé hatták, mi meg vettük, hoztak ki Brassóból ket szekeren pro flor 10. De hogy Istennek reánk bocsátott ostorabol An 1661 21 Octb. im festő S. Ursulae á pogányság az egész Csíkot el rablotta, el egette (akkor á Pater Miklós Somlyait ket Fráterrel le vagtak, P. Petrus Palfaluit el egettek, 4 Frátert el rablottak noha azokat In meg szabadította) akkor ez az Orgona is mind el eget volt de mivel hogy az In engemet ingyen való irgalmassagabol meg tartott, mint hogy az el alkuvasban, meg veteleben, és ki hozasaban is jelen leven, eszköz voltam, és sokat farattam, im megint Anno 1664 esztendőben a romlás utan pro Gloria Dei meg csináltam ujolag, helyben allitottam fel epitettem és meg  corrigaltam, azomban á R. P. Casimirus Damokos a Kalastromot eppen csak nem mind  fundamentumából meg epitette megboltatta,  meg fedette, oltarokkal á Templomot fel ekesitette a mint a Tornyon való Gombban levő levelböl ki tetzik. Annak felette uj Positivumot Mikhazi es Gyergyai Kalastromokban Csinaltam Udvarhelyre pro P. Jesuitis Patribus et alia multa instrumenta etc es Fratres Stephanum Alfalvi et Nicolaum Ferenczi Clericos mégis tanítottam Mikhazi  Gargyansagomban annak nyomasara.
Scriptum Anno 1664 Fr. Joannes Kajoni Valachus, Deffinitor actualis, Concionator, Confess, orgonista et Organifaber pro temp Guardian Szárhegy.”

Kájoni 1666-ban Szárhegyen, 1669-ben Mikházán volt házfőnök, ahol új orgonát épített. 
A ferences szerzetes nemcsak művészi orgonista és orgonaépítő volt, tudását mindig átadta másoknak is. A papnövendékeket megtanította orgonálni.
Két jeles zenei könyvét, az Organo=Missalét és a Sacri Concentust éppen a mikházi és csíksomlyói ifjú növendékek, a leendő orgonisták részére írta meg. A Cantus Catholici énekgyűjteményében már 1650-ben utasításokat közöl magyar nyelven az orgonisták és énekesek számára. Az 1675-ben kiadott Cantionale Catholicum latin-magyar egyházi énekeskönyvben szintén közzéteszi javaslatait.
A csíksomlyói orgonát Kájoni 1681-ben még bővítette, megújíttatta egy szép pedállal és egy Positivumot készíttetett a magyar ének kíséretére.
Kájoni első felfedezője, az orgonálásban és énekművelésben méltó utódja, P. Simon Jukundián, kántorképző igazgatója 1879-ben feljegyezte, hogy ő nyolc évig orgonált még a Kájoni által épített orgonákon Csíksomlyón és Szárhegyen. A csíksomlyói Kájoni-orgona 1855-ig működött, akkor építették meg a Kolonics-féle utódját.

## Külső hivatkozások
- Csíksomlyói Kegytemplom és Kolostor honlapja